# Předhradí
Předhradí, hasta 1950 Rychmburk (en alemán Richenburg, antiguamente Reichenburg) es un municipio de la República Checa. Se encuentra a cuatro kilómetros al sureste de Skuteč en la cuenca del río Krounka y pertenece al Okres Chrudim.

## Geografía
Předhradí se encuentra a la izquierda del río Krounka. En el Norte del municipio se alza el castillo de Rychmburk.

## Historia

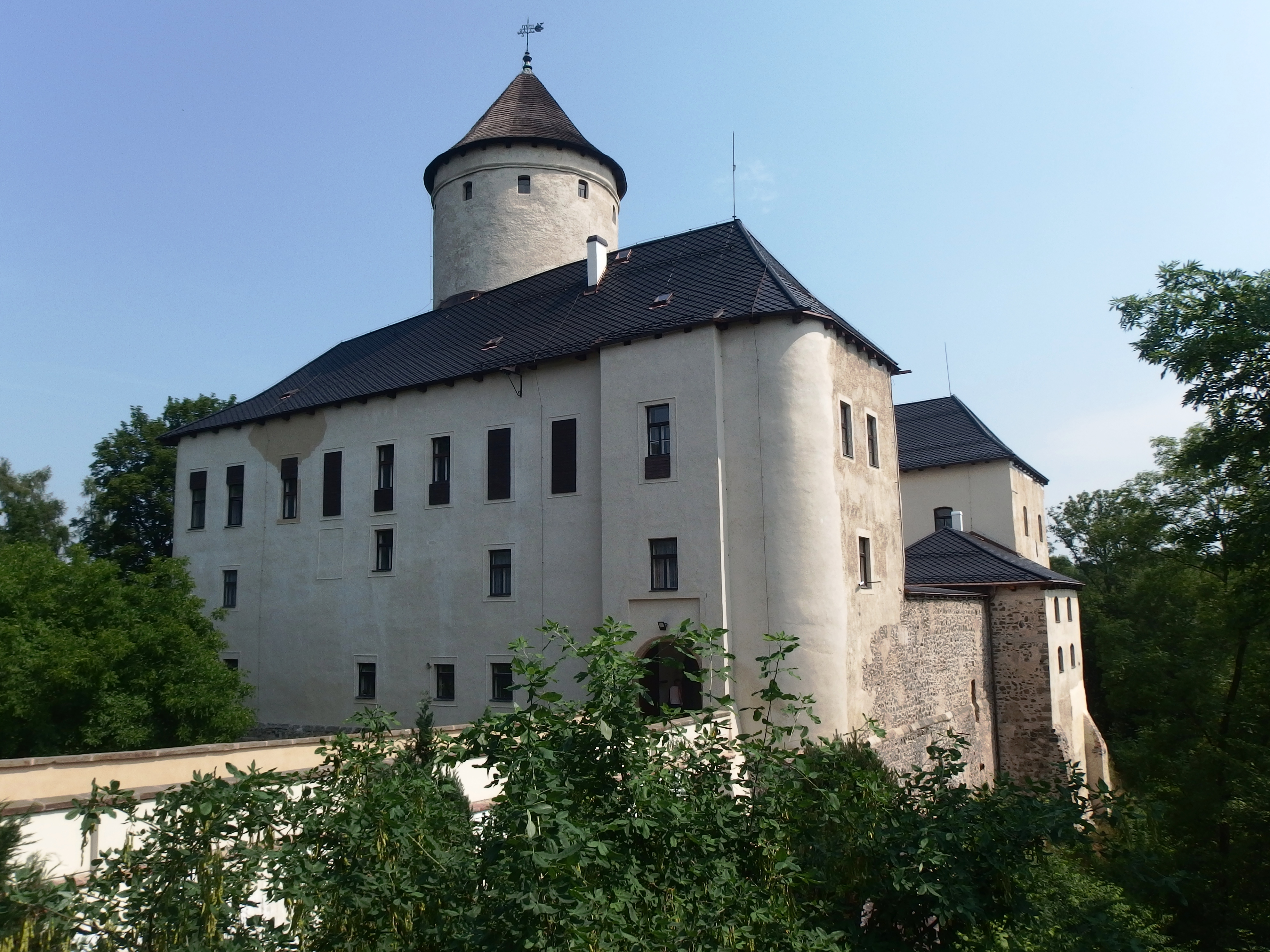
Castillo Rychmburk

Después de que Juan I de Bohemia en 1325, cediera la zona de Skuteč a Tas de Mrdice, éste connstruyó como capital de su reino, el Castillo de Reichenberg. Con el tiempo, cambió su nombre a Richenburg o Rychmburk. A mediados del siglo XIV, los señores de Pardubice se convirtieron en propietario del castillo. Desde 1390 Smil Flaška de Pardubice vivió en el castillo. Durante las guerras husitas, el territorio de Richenburg, siguió siendo una de los pocos reductos del catolicismo en Bohemia del Este. Entre los años 1530 a 1540, el castillo fue reconstruido por la Familia Waldstein. Durante la segunda mitad del siglo XVII,  perteció el castillo a la poderosa familia Berka de Dubá y posteriormente la prominente familia Kinsky.
En 1636 fue fundada la cervecería frente al castillo. En 1654, Richenburg aparece mencionado por primera vez. En 1714, el castillo fue abandonado. Felipe José Kinsky realizó, entre 1793 y 1798, su remodelación barroca.
En 1823, adquirió la propiedad Karl Alexander von Thurn y Taxis. Tras la derogación de la Patrimonialherrschaften en 1848, Richenburg se instituyó como localidad independiente.
En 1925, la cervecería cayó bajo el domininio de la cervecera de Chrudim, dejó de producir su propia cerveza. En 1930  cerró definitivamente sus puertas.
En 1998 ganó Předhradí el concurso para el Pueblo del Año de la República Checa.

## Lugares de interés
- Castillo Rychmburk construido en 1325.
- Iglesia de la Virgen María, construida en 1753
- Jardín con Mirador y el Busto del Conde Felipe José Kinsky
- Estatua de Judas Tadeo (1723)
- Šilinkovo údolí en la Krounka

## Personalidades
- Adolf Heyduk (1835-1923), poeta